# Micranisa ralianga
Micranisa ralianga är en stekelart som beskrevs av Mathew och Nambiyath Puthansurayil Balakrishnan 1981. Micranisa ralianga ingår i släktet Micranisa och familjen fikonsteklar. Inga underarter finns listade i Catalogue of Life.